# Bulbophyllum dolabriforme
Bulbophyllum dolabriforme là một loài phong lan thuộc chi Bulbophyllum.